# Nymphon punctum
Nymphon punctum är en havsspindelart som beskrevs av Child, C.A. 1995. Nymphon punctum ingår i släktet Nymphon och familjen Nymphonidae. Inga underarter finns listade i Catalogue of Life.